# Auchmophila kordofensis
Auchmophila kordofensis är en fjärilsart som beskrevs av Hans Rebel 1907. Auchmophila kordofensis ingår i släktet Auchmophila och familjen säckspinnare. Inga underarter finns listade i Catalogue of Life.